# 明色ものまね歌合戦
『明色ものまね歌合戦』（めいしょくものまねうたがっせん）は、1964年10月27日から1967年10月3日まで毎日放送制作・NET（現：テレビ朝日）系列の火曜19:00 - 19:30（JST）に放送されたものまね歌謡バラエティ番組である。桃谷順天館の一社提供。
ここでは、後身の『明色ものまね合戦』（ - がっせん）と『明色 紅白ものまね合戦』（ - こうはく - ）についても述べる。

## 概要
歌謡曲やポピュラーソングなどのものまねで競う、勝ち抜き歌合戦。毎回5名の出場者がものまねを競い、その中の最高得点者が前週の「ものまねスター」（つまりチャンピオン）と争う。
TBS系列で放送中の『歌まね読本』に対抗して開始した番組で、当番組の売りは、出場者の最高得点者がチャンピオンと戦うという事である。また毎回ゲストが登場、ゲストと出場者が一緒に歌うというコーナーも有った。
ものまね番組としては好評となり、その後各局でも同系列の番組が開始する様となる。
なおその後は、タイトルを改題すると共に内容も色々と変更、『紅白ものまね合戦』では勝ち抜き形式から紅白対抗形式へと変更した。
通算5年4ヶ月間の長期に渡って放送された。

## タイトルの変遷
- 1964年10月27日〜1967年10月3日…『明色ものまね歌合戦』
- 1967年10月10日〜1969年4月1日…『明色ものまね合戦』
- 1969年4月8日〜1970年1月27日…『明色 紅白ものまね合戦』

## 出演者

### 司会
- 三遊亭歌奴（初代）
- 人見明（2代）
- 林家三平 (初代)（3代）
- 楠トシエ（同上）

### 審査員

#### 「ものまね歌合戦」
- 吉永小百合
- 本間千代子
- 西郷輝彦
- 姿美千子
- 舟木一夫
- 倉丘伸太郎
- 小林幸子
- 青山和子
- 川崎のぼる

#### 「ものまね合戦」
- 西郷輝彦
- 園まり
- 舟木一夫
- 松原智恵子
- 吉永小百合

#### 「紅白ものまね合戦」
- 酒井和歌子
- ザ・テンプターズ
- ザ・ピーナッツ
- ザ・タイガース
- オックス
- 沢田研二
- 萩原健一

## 備考
- 毎日放送では初の桃谷順天館一社提供番組。この番組の開始から1974年8月放送終了の『明色スターゲーム合戦』までの10年間に渡って、一社提供のバラエティ番組が続くことになる。
- 当番組のオープニングキャッチは、テクラ・バダジェフスカ作曲『乙女の祈り』が流れる中、「この番組は、明色化粧品販売元、桃谷順天館の提供でお送り致します。」というナレーションで行った。
- 桃谷順天館のホームページ（沿革（歴史絵巻））にも写真が掲載されている。

## 参考資料
- 産経新聞
- 毎日新聞・縮刷版

| 毎日放送制作・NET系列 火曜19時台前半枠 【当番組より桃谷順天館一社提供枠】 | 毎日放送制作・NET系列 火曜19時台前半枠 【当番組より桃谷順天館一社提供枠】 | 毎日放送制作・NET系列 火曜19時台前半枠 【当番組より桃谷順天館一社提供枠】 |
| 前番組                                                                    | 番組名                                                                    | 次番組                                                                    |
| ------------------------------------------------------------------------- | ------------------------------------------------------------------------- | ------------------------------------------------------------------------- |
| 笑いの学校 ↓ 単発特番 ※つなぎ番組                                         | 明色ものまね歌合戦 ↓ 明色ものまね合戦 ↓ 明色 紅白ものまね合戦             | 明色 歌うスターばんざい!!                                                 |